# Elly Winter

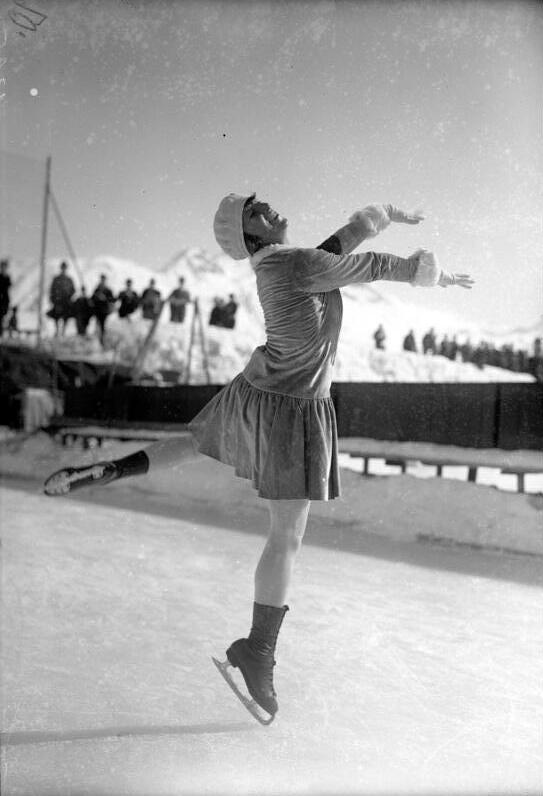
Elly Winter år 1928.

Elaine "Elly" Winter, född 31 december 1895, var en tysk konståkerska som deltog i damernas konståkning vid olympiska vinterspelen 1928.